# Calaveras de Arriba
Calaveras de Arriba es una localidad española perteneciente al municipio de Almanza, en la Tierra de Sahagún, provincia de León, comunidad autónoma de Castilla y León.  
Sobre un valle rodeada de colinas al oeste del monte de Riocamba. Confina al norte con San Pedro Cansoles, al este con Villalba de Guardo, al sur Calaveras de Abajo y al oeste Cabrera de Almanza. 
El terreno lo fertilizan las aguas de un arroyo que viene de San Pedro Cansoles, y desemboca en el río Cea. Los montes están poblados de roble, urces y otros arbustos.
Producía trigo, centeno, legumbres y mucho y buen lino. Criaban toda clase de ganados, en particular ganado lanar y ganado cabrio.
Pertenece a la antigua Jurisdicción de Almanza.